# 라즈 헤르슈코
라즈 헤르슈코(히브리어: רז הרשקו‎, 1998년 6월 19일~)는 이스라엘의 유도 선수이다. 2020년 하계 올림픽에서 혼성 단체전에서 동메달을 획득했으며 2024년 하계 올림픽에서 여자 헤비급 은메달을 획득했다.

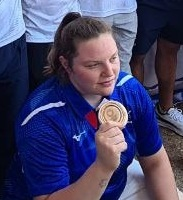
2021년 도쿄 올림픽 동메달을 들어보이는 헤르슈코